# Milk Inc.

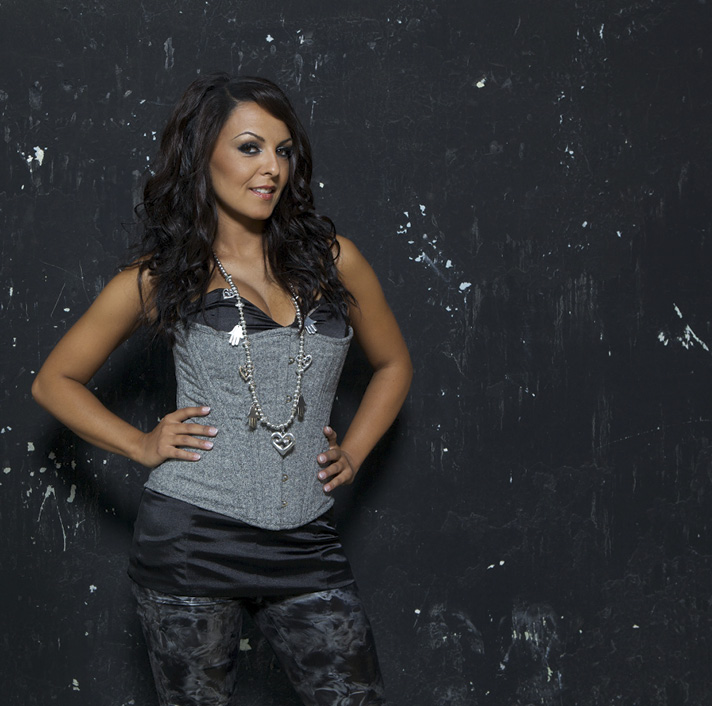
Лінда Мертенс, солістка гурту

Milk Inc. — бельгійська група танцювальної музики та вокального трансу. Заснована 1996 року продюсерами Філіпом Вандюреном і Реґі Пенкстеном, третім учасником гурту є співачка Лінда Мертенс.
Перший успіх у Франції та Британії гурту принесла пісня La Vache, а в Бельгії першим хітом став твір In My Eyes. Протягом 1999—2010 років Гурт здобув чимало національних премій, зокрема 16 разів ставав лауреатом премії TMF Awards Belgium, двічі — Hitkrant The Netherlands, тричі — MIA Award.
У 2007 — 2008 роках два альбоми гурту — Supersized та Forever, здобули статус платинових. Сингли Walk On Water, Whisper, Blackout, Storm досягали першої сходинки національного чарту.

## Дискографія
Студійні альбоми
- Apocalypse Cow (1998)
- Land of the living (2000)
- Double Cream (The Best Of) (2001)
- Milk inc. (The Best Of) (2002)
- Closer (2003)
- Best of Milk Inc. (The Best Of) (2004)
- Essential (The Best Of) (2005)
- Supersized (2006)
- Milk inc. the best of (2007)
- Forever (2008)

DVD
- Milk Inc. — The DVD (2004): acoustic sessions & all the music videos
- Milk Inc. Supersized (live concert DVD 2006)
- Milk Inc. Supersized 2 (the best of)
- Milk Inc. Forever in Sportpaleis (2008)